# Enrique Sánchez Lansch
Enrique Sánchez Lansch (* 1963 in Gijón (Spanien)) ist ein Produzent und Regisseur von Dokumentarfilmen. Der Nachname ist teilweise auch als Lanz gelistet.

## Leben
Sánchez Lansch wuchs als Sohn einer deutschen Mutter und eines spanischen Vaters in Gijón, Nordspanien und später in Köln auf. Er studierte Musik mit Hauptfach Gesang und schloss sein Studium der Romanistik, Philosophie und Germanistik mit einer Magisterarbeit über Literaturverfilmung ab. Bereits neben dem Studium begann er als Regisseur und Autor von Musik- und Dokumentarfilmen zu arbeiten. Seit einem Studienaufenthalt in den USA an der Columbia University und der UCLA ist er als Regisseur und Autor von Dokumentar- und Musikfilmen tätig und arbeitet an einem Spielfilmdrehbuch. Seit 2002 lebt Enrique Sánchez Lansch in Berlin und ist als Regisseur und Autor vorwiegend von Dokumentarfilmen tätig, viele davon in Verbindung mit Musik. Daneben entwickelt er fiktionale Projekte.

## Filmografie (Auswahl)
- Russische Salonmusik Dokumentarfilm und Klavierwerke von Alexander Nikolajewitsch Skrjabin und Sergej Rachmaninoff in der Interpretation von Burkard Schliessmann. 30 Min. 1995.
- Rhythm is it! Kinodokumentarfilm in Co-Regie mit Thomas Grube über ein Tanz-Projekt mit Schülern zu Strawinskis Le sacre du printemps mit dem Choreographen Royston Maldoom, Sir Simon Rattle und den Berliner Philharmonikern im Rahmen ihrer Education-Arbeit Zukunft@BPhil. 100 Min. 2004.[2]
- Sing um dein Leben! Dokumentarfilm über Hoffen und Bangen junger Teilnehmer des Internationalen Gesangswettbewerbs „Neue Stimmen“ 2005. 60 Min. 2005.
- Schumann, Schubert und der Schnee Filmische Adaption der Klavieroper von Hans Neuenfels mit Liedern von Robert Schumann und Franz Schubert. 60 Min. 2006.
- Kunst der Fuge Musikfilm über Bachs Kunst der Fuge mit dem Ensemble Musica Antiqua Köln, gedreht in den Räumen der Langen Foundation, Neuss – Reinhard Goebel. 75 Min. 2007.
- Mstislaw Rostropowitsch – Das musikalische Gewissen Dokumentarfilm über und mit dem Cellisten und Dirigenten Rostropowitsch mit Aufnahmen aus seinen letzten Orchesterproben und Meisterkursen. 52 Min. 2007.
- Jetzt ist die Zeit schon um…  zweiteiliger Dokumentarfilm über Rachmaninow und das Älterwerden. Mit Semjon Bytschkow und dem WDR Sinfonieorchester. 2× 60 Min. 2007.
- Das Reichsorchester – Die Berliner Philharmoniker und der Nationalsozialismus Kinodokumentarfilm. 90 Min. 2007.[3]
- The Promise of Music – Der Klang der Hoffnung Dokumentarfilm über den jungen Dirigenten Gustavo Dudamel und das Orquesta Sinfónica de la Juventud Venezolana Simón Bolívar. 90 Min. 2008.[4]
- Lass mich ewig komponieren. KLANG – die 24 Stunden des Tages. Dokumentarfilm über Proben und Uraufführung von Stockhausens Zyklus KLANG. 60 Min. 2010.
- Piano Encounters – Begegnungen am Klavier. Kino-Dokumentarfilm, der klavierspielende Kinder über vier Jahre begleitet und dabei ihre Erfahrungen in Workshops mit Pianisten wie Emanuel Ax, Katia & Marielle Labéque, Gabriela Montero und dem Duo Tal & Groethuysen dokumentiert. 95 Min. 2010.
- Irgendwo auf der Welt Dagmar Manzel entdeckt Werner Richard Heymann. Dokumentarfilm. 59 min. 2011
- SONNTAG aus LICHT – Die Uraufführung der Oper von Karlheinz Stockhausen. Dokumentarfilm. 59 min. 2011
- Die 12 – Die 12 Cellisten der Berliner Philharmoniker. Dokumentarfilm. 59 Min. 2012
- Ouvertüre 1912 – 100 Jahre Deutsche Oper Berlin. Dokumentarfilm. 90 Min. 2012. Erstausstrahlung: 23. Oktober 2012 im rbb.[5]
- Der Klang der Ruhr – 25 Jahre Klavier-Festival Ruhr. Dokumentarfilm. 59 Min. 2013
- A Symphony of Noise. Dokumentarfilm über den britischen Klangforscher Matthew Herbert. 55 Min. 2021.[6][7]
- Pol Pot Dancing Dokumentarfilm, 99 Min. 2023.

## Preise und Auszeichnungen
- Rhythm is it! wurde u. a. mit dem Impact of Music Award beim Nashville Filmfestival, dem Deutschen Kritikerpreis, dem Bayerischen Filmpreis und zweifach mit dem Deutschen Filmpreis ausgezeichnet.
- The Promise of Music erhielt den Best Documentary Award auf dem Los Angeles Latino International Film Festival.
- Das Reichsorchester wurde mit dem Diapason d’or de l’année 2008 sowie mit dem Choc – Le Monde de la musique de l’année 2008 prämiert.
- Piano Encounters wurde 2010 bei der SEMINCI, dem internationalen Filmfestival in Valladolid Spanien mit dem zweiten Preis für den besten Dokumentarfilm ausgezeichnet.